# 宿州职业技术学院
宿州职业技术学院，为安徽省宿州市的一所公办全日制普通高等职业院校。

## 校史
学院前身为建于1950年2月宿县地区农业学校，是一所普通中专学校。2001年6月，宿县地区农业学校升格为宿州职业技术学院。2007年7月，宿州教育学院并入宿州职业技术学院。

## 概况
学院现有教职工300人，专任教师215人，其中副高级以上职称96人，省级专业带头人9人，省级教学名师5人。
设有机电工程系、计算机信息系、经济管理系、人文社科系、外语系、农艺系、动物科学系、基础教学部、中专部等9个系部，开设42个专业，并与安徽农业大学、华东师范大学等本科院校联合开展本科学历教育。

## 引用文献
1. 1 2  .   [2016-08-08]. （原始内容存档于2016-06-24）.